# Północnoatlantyckie wody głębinowe

Schemat „kominów wentylacyjnych” na granicy między Morzem Arktycznym i Atlantykiem

Północnoatlantyckie wody głębinowe (ang. North Atlantic Deep Water, NADW) – występująca w Oceanie Atlantyckim masa wody o dużej gęstości, powstająca po zwiększeniu zasolenia i ochłodzeniu wód Prądu Północnoatlantyckiego i ulegająca w strefie arktycznej downwellingowi („zatapianiu”). NADW spływa w dół, tworząc powrotne prądy oceaniczne – głębinowy i przydenny, płynące w kierunku Oceanu Południowego. Downwelling jest jedną z sił napędowych cyrkulacji termohalinowej – globalnego obiegu wód oceanicznych, przenoszących ciepło i sole mineralne. Od jego intensywności zależą warunki meteorologiczne w Europie; jako element pętli cyrkulacji globalnej wpływa na zmiany klimatu Ziemi.

## Współczesny globalny transporter
Ciepło zgromadzone w silnie nasłonecznionej strefie międzyzwrotnikowej dociera na wyższe szerokości geograficzne wraz z masami powietrza – ogrzanego i wilgotnego (ciepło parowania) – i z masami powierzchniowych wód oceanicznych. Wielki strumień energii niosą m.in. wody Prądu Zatokowego – ok. 150 mln m³ wody ogrzanej powyżej 25 °C. Jest to objętość 250 razy większa niż suma objętości wszystkich rzek wpływających do Atlantyku. Główna część strumienia pochodzi z Oceanu Południowego. Ten wielki oceaniczny „transporter ciepła” (tzw. cyrkulacja termohalinowa), przemieszczający się ze średnią prędkością 3,6 km/h działa w ścisłym związku z procesami globalnej cyrkulacji atmosferycznej. Znajduje to wyraz w zjawisku oscylacji północnoatlantyckiej, związanym ze zmianami położenia i głębokości Wyżu Azorskiego i Niżu Islandzkiego.

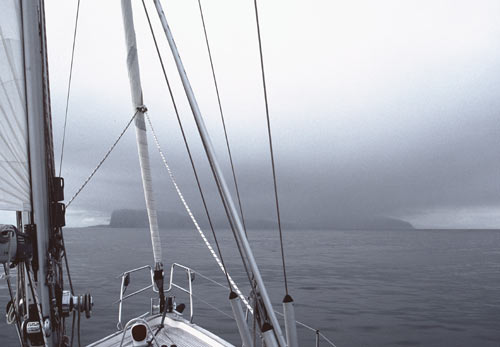
Wyspa Niedźwiedzia – nazywana „wyspą mgieł i wiatrów” – znajduje się w rejonie „komina wentylacyjnego”

Najwięcej ciepła jest oddawanego atmosferze w rejonie Grenlandii, Islandii i Wysp Owczych, gdzie prąd powierzchniowy natrafia na podwodną barierę – grzbiet między oceanami. Na tym stosunkowo niewielkim obszarze (powierzchnia zbliżona do powierzchni Bałtyku) woda traci około 25% ciepła oddawanego przez cały Atlantyk. Knut Aagaard (University of Washington) – wieloletni badacz Arktyki nazwał te rejony „kominami wentylacyjnymi”.
Ochłodzona woda powierzchniowa zapada się pod arktyczną pokrywę lodową lub warstwę wody powierzchniowej, tworząc atlantycki prąd głębinowy, płynący w kierunku Oceanu Południowego. Część wód wraca do tego oceanu przez Morze Arktyczne, Cieśninę Beringa i Ocean Spokojny.

## Dzisiejsze NADW
Downwelling arktyczny jest głównym źródłem głębinowych wód Oceanu Indyjskiego i Pacyfiku. Arktyczna woda pośrednia ma temperaturę ok. 2,5–3,5 °C i zasolenie PSU ≅ 34,5. Temperatura wody przydennej jest zmienna w zakresie od ok. 1 °C do > 3,5 °C, a zasolenie PSU ≅ 35. Jest to wartość większa od PSU wód najbardziej gęstych na Ziemi – spływających do strefy przydennej z lodowca Antarktydy (PSU ≅ 34,6–34,7); ich najwyższa gęstość jest konsekwencją niskiej temperatury, zbliżonej do –2 °C (granica zamarzania).
Zatopione ciężkie wody arktyczne (opadające z prędkością kilkudziesięciu centymetrów na sekundę) po przebyciu Atlantyku łączą się z wodami downwellingu wokół Antarktydy – tworzą warstwę między dennymi i pośrednimi wodami antarktycznymi. Razem powoli przemieszczają się między oceanami, przenosząc sole mineralne do odległych obszarów, w których ponownie się wynurzają (upwelling), co sprzyja rozwojowi organizmów wodnych (np. bogate przybrzeżne łowiska Peru). Po powrocie do wód powierzchniowych w strefie międzyzwrotnikowej znów ogrzewają się i transportują ciepło na północ. Cząsteczki wody pochodzącej z NADW powracają do rejonu arktycznego po kilkuset latach.

## NADW a globalne zmiany klimatu

### Prognozowanie przyszłości
Rozwijany od lat 80. XX wieku model transportera, opisany po raz pierwszy przez W.S. Broeckera w 1987 roku, stał się jedną z ważnych podstaw dla prognozowania zmian klimatu Ziemi, np. metodą modelowania matematycznego. Topniejący lądolód Grenlandii i pokrywa lodowa rejonu bieguna północnego są uznawane za źródła słodkiej wody, której dopływ do oceanu powoduje rozcieńczenie wody powierzchniowej, zmniejszając jej gęstość. Zwalnia to lub zatrzymuje downwelling – silnik oceanicznego transportera. Konsekwencją zdarzenia wywołanego ociepleniem może więc być zahamowanie dostawy ciepła, czyli ochłodzenie rejonu Arktyki i Północnej Europy (sprzężenie zwrotne ujemne). Wiarygodność takich prognoz nie została dotychczas jednoznacznie potwierdzona

### Weryfikacja modeli na podstawie przeszłości

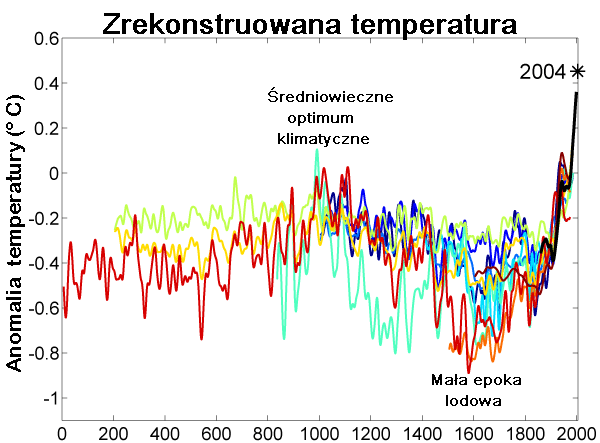
Mała epoka lodowa

Opisana cyrkulacja ciepła mogła powstać w ziemskich oceanach dopiero w sytuacji, w której na obu biegunach utworzyły się lądolody i morskie pokrywy lodowe. Było to poprzedzone licznymi zdarzeniami w historii ewolucji skorupy ziemskiej (zob. tektonika płyt), np.:
- ok. 30–25 mln lat temu – oderwaniem się płyty południowoamerykańskiej od antarktycznej, czyli otwarciem Cieśniny Drake’a (wcześniejszy oceaniczny prąd wokółrównikowy – przez Morze Śródziemne – zastępuje prąd wokółantarktyczny),
- ok. 15–10 mln lat temu – pogrążenie się grzbietu Grenlandia–Islandia–Wyspy Owcze i napływ na południe abisalnej wody z Morza Arktycznego,
- ok. 5–3 mln lat temu – zamknięcie Przesmyku Panamskiego (połączenie się płyt południowo- i północnoamerykańskiej; wzmocnienie Prądu Zatokowego)[9].

Ostatni okres kenozoiku – czwartorzęd (od 2,588 mln temu do dziś) – charakteryzuje występowanie okresowych zlodowaceń i interglacjałów. Istnieją hipotezy wiążące przejścia między tymi okresami z cyklicznym zatrzymywaniem i uruchamianiem transportera solnego, czyli zwalnianiem i przyspieszaniem downwellingu północnoatlantyckich wód głębinowych, jednak problem nie został dotychczas ostatecznie rozwiązany. Próbując znaleźć odpowiedź na pytanie o przyczyny zlodowaceń, Tjeerd H. van Andel napisał w roku 1994, we wprowadzeniu do rozdziału Ku epoce lodowej książki Nowe spojrzenie na starą planetę:

Na ostateczną odpowiedź jest jeszcze za wcześnie, bo wciąż uświadamiamy sobie działanie nowych sił kierujących klimatem, w pełni rozumiemy zaledwie kilka, a jeszcze długo nie będziemy w stanie powiedzieć, czy któraś z nich jest ważniejsza niż inne lub jak współdziałają one między sobą. W tym względzie minione dziesięciolecie przyniosło zmianę naszego zadufania w pokorę, co zresztą nie jest rzadkim zjawiskiem w rozwoju nauki. Zacznę od oceanów, w naiwnym przekonaniu, że rozumiemy je najlepiej.

Do zdarzeń, których przyczyny są niemal powszechnie akceptowane, należy np. ekspansja lodowca w młodszym dryasie (10,7–9,1 tys. lat temu). Przypuszcza się, że w końcu zlodowacenia z lądolodów topniejących na Płaskowyżu Laurentyńskim i Półwyspie Skandynawskim do Północnego Atlantyku napłynęła wielka ilość słodkiej wody. Zatrzymanie transportera ciepła spowodowało nawrót chłodu i okresowe zahamowanie topnienia. Sytuacja powtarzała się co najmniej trzykrotnie. Najlepiej znane zdarzenie było spowodowane gwałtownym odpływem wód roztopowych lądolodu laurentyjskiego, zgromadzonych w jeziorze Agassiz (po pęknięciu bariery lodowej). Z użyciem różnych technik badawczych stwierdzono, że w ciągu krótkiego czasu 9,5 tys. km³ słodkiej wody spłynęło (prawdopodobnie doliną rzeki Mackenzie) do Atlantyku i gwałtownie zahamowało prąd zatokowy, powodując oziębienie północnej półkuli.